# Kiên Hải
Kiên Hải là một đặc khu thuộc tỉnh An Giang, Việt Nam.

## Địa lý
Huyện Kiên Hải nằm ngoài khơi vùng biển Tây Nam.
Huyện Kiên Hải có diện tích 24,81 km², dân số năm 2020 là 17.644 người, mật độ dân số đạt 711 người/km².
Hòn Tre là trung tâm hành chính của huyện, cách thành phố Rạch Giá 30 km với khoảng 1 giờ ngồi tàu cao tốc và 2 giờ ngồi tàu gỗ. Xã có diện tích nhỏ nhất, chỉ rộng khoảng 4 km², đỉnh cao nhất là 395 m. Số dân trên 4 ngàn người, họ sinh sống bằng nghề làm vườn, đánh bắt và chế biến thủy hải sản. Hòn Tre có nhiều nơi phong cảnh rất hữu tình như Bãi Chén, Động Dừa, Đuôi Hà Bá,... Trong tương lai Hòn Tre sẽ trở thành khu du lịch sinh thái mới của tỉnh Kiên Giang.
Người dân ở đây chủ yếu sinh sống bằng nghề biển. Các đảo của huyện Kiên Hải vẫn còn sơ khai, nhiều phong cảnh đẹp mang đậm nét thiên nhiên.
Năm 2006, Khu dự trữ sinh quyển ven biển và biển đảo Kiên Giang bao gồm cả huyện này được UNESCO công nhận là khu dự trữ sinh quyển thế giới.

## Hành chính
Huyện Kiên Hải có 4 đơn vị hành chính cấp xã trực thuộc, bao gồm 4 xã: An Sơn, Hòn Tre (huyện lỵ), Lại Sơn và Nam Du.
Bản đồ hành chính huyện Kiên Hải, tỉnh Kiên Giang
| Đơn vị hành chính cấp xã  | Xã An Sơn | Xã Hòn Tre | Xã Nam Du | Xã Lại Sơn |
| ------------------------- | --------- | ---------- | --------- | ---------- |
| Diện tích (km²)           | 7,12      | 4,82       | 2         | 10,87      |
| Dân số (người)            | 4.115     | 3.877      | 3.369     | 6.283      |
| Mật độ dân số (người/km²) | 578       | 804        | 1.685     | 578        |
| Số đơn vị hành chính      | 3 ấp      | 3 ấp       | 3 ấp      | 4 ấp       |

## Lịch sử
Cuối năm 1982, trước yêu cầu an ninh, quốc phòng, phát triển kinh tế biển đảo, Tỉnh ủy, Hội đồng nhân dân, Ủy ban nhân dân tỉnh Kiên Giang nhận thấy vùng biển Kiên Giang rất rộng lớn, nhiều đảo cách đất liền rất xa, có đảo hơn 100 km, rất khó cho công tác quản lý, cũng như chỉ đạo phát triển kinh tế - xã hội, quốc phòng - an ninh trên vùng biển đảo, nên Tỉnh quyết định đề nghị Chỉnh phủ cho thành lập huyện mới và lấy tên là huyện Kiên Hải (Kiên là chữ đầu Kiên Giang và Hải là biển).
Huyện Kiên Hải được thành lập ngày 14 tháng 1 năm 1983 theo Quyết định số 04-HĐBT của Hội đồng Bộ trưởng, bao gồm 6 xã: Bà Lụa, Hòa Đốc, Hòn Nghệ (trung tâm huyện lỵ), Hòn Tre, Lại Sơn và Nam Du.
Ngày 27 tháng 9 năm 1983, Hội đồng Bộ trưởng ban hành Quyết định số 107-HĐBT. Theo đó:
- Đổi tên xã Nam Du thành xã An Sơn
- Đổi tên xã Bà Lụa thành xã Sơn Hải
- Đổi tên xã Hòa Đốc thành xã Tiên Hải.

Ngày 24 tháng 5 năm 1988, Hội đồng Bộ trưởng ban hành Quyết định số 92-HĐBT. Theo đó, chuyển xã Tiên Hải về huyện Hà Tiên quản lý.
Ngày 17 tháng 8 năm 2000, Chính phủ ban hành Nghị định 33/2000/NĐ-CP. Theo đó, chuyển 2 xã Hòn Nghệ và Sơn Hải về huyện Kiên Lương quản lý.
Huyện còn lại 3 xã: An Sơn, Hòn Tre (huyện lỵ) và Lại Sơn.

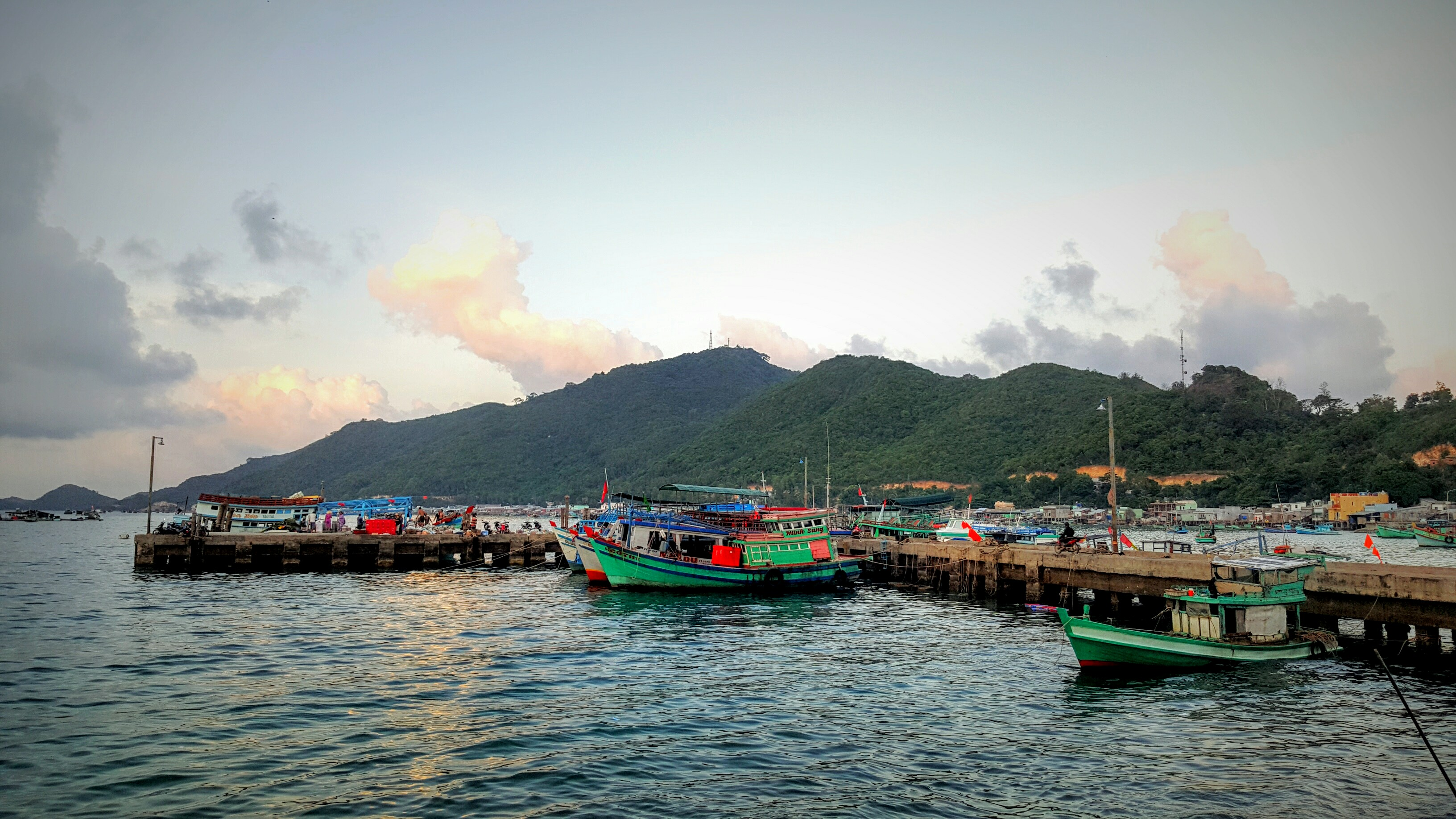
Cầu cảng đảo Củ Tron

Ngày 26 tháng 7 năm 2005, Chính phủ ban hành Nghị định số 97/2005/NĐ-CP. Theo đó, tái lập xã Nam Du trên cơ sở điều chỉnh 440 ha diện tích tự nhiên và 5.484 người của xã An Sơn.
Huyện Kiên Hải có 4 xã trực thuộc như hiện nay.
Ngày 12 tháng 6 năm 2025, Ủy ban Thường vụ Quốc hội ban hành Nghị quyết số 1654/NQ-UBTVQH15 về việc sắp xếp các đơn vị hành chính cấp xã của tỉnh An Giang. Theo đó, toàn bộ diện tích tự nhiên, quy mô dân số của huyện Kiên Hải thành đặc khu có tên gọi là đặc khu Kiên Hải.